# 海洋昆蟲
海洋昆蟲（兩種講法：比較常見，也有作）指以海洋為主要棲所的昆蟲。具體來說「海洋昆蟲」很難有一個嚴謹的定義，因為一種在海邊生活的昆蟲，應該將之分類為「陸地昆蟲」還是「海洋昆蟲」；而在河口生活的昆蟲，又應該被分類為「淡水生昆蟲」還是「海洋昆蟲」都不容易，所以只能用比較寬鬆的定義。另一方面，海洋昆蟲亦可被視為淡水生昆蟲的一種特例：在3萬到4萬種水生昆蟲中，海洋昆蟲只有百多個物種。

## 棲息地
一般海洋昆蟲的棲息地包括下列各項:5：
- 海灘：即海邊的沙灘；
- 鹽沼：以海水或含鹽量較高水分為主的沼澤地
- 淺海

## 型態特徵
海洋昆蟲物種在形態學上有對棲息地作出的適應。舉例說：需要呼吸空氣的昆蟲，在潛入海水之後無法呼吸，就要依靠身體上抗水性的細毛去將空氣鎖在身邊:3。而相對海洋昆蟲物種較為豐盛、淺海環境較多的古生代中期（2.5到3億年前），現代海洋昆蟲物種在體態上較為輕盈，有不少連翅螃都已退化:3。外殻角質化和抗水性都算是海洋昆蟲的一種適應，儘管這些適應亦同時適用於淡水生的物種:3。反而高鹽度的海水會影響昆蟲身體內的滲透壓平衡，如何將多餘的鹽份排走或保持體內的滲透壓平衡才是海洋昆蟲的獨特適應能力:21。

## 習性
- 在潮間帶或鹽沼以落葉、垃圾或碎屑為食的昆蟲[1]:3 ，例如：海藻扁蠅；
- 寄生於海鳥或海洋哺乳類動物[1]:79。

## 物種分類
- 雙翅目：
  - 家蠅下目
    - 鳥蠅總科（Carnoidea）的岸蝇科（Canacidae），在海灘上清理垃圾或以碎屑為食。
    - 家蠅總科的花蝇科海花蝇属[3]。

  - 蚊下目搖蚊總科（Chironomoidea）的搖蚊科的海搖蚊屬（Pontomyia）
- 鞘翅目：步甲科虎甲亚科。
- 纓尾目：
- 半翅目：水黽科的海黽屬（Halobates）

過往彈尾目物種被認為是昆蟲綱的成員，但由於有着與其他昆蟲不同的演化路徑，現時已從昆蟲綱分離。這些物種也有被歸類為海洋昆蟲的。